# Ferdinando Veneziale
Ferdinando Veneziale (Longano, 16 luglio 1887 – Napoli, 16 aprile 1946) è stato un politico italiano.
Penalista magnifico, si distinse nel foro molisano e napoletano. Uomo di cuore tenerissimo e di coscienza immacolata. Fu eletto Consigliere provinciale nel 1914. Volontario nella Grande Guerra 1915-18, molteplici segni azzurri premiarono il suo valore. Eletto deputato alla Camera nel 1921 fu instancabile nel patrocinio degli interessi nazionali e molisani. Nominato Prefetto del Molise nel maggio 1944 si prodigò a vantaggio di tutta la Provincia. Onnipresente dovunque c’era da chiedere, spronare, protestare, persuadere per la vigile incessante tutela degli interessi molisani. Isernia fu, poi, la sua più forte passione. Costretto dalle sue condizioni di salute a lasciare l’ufficio di Prefetto, lo vollero nella Consulta Nazionale dove entrò ingigantito dall’immenso tesoro di spiritualità che egli aveva accumulato e perfezionato. Apostolo della pacificazione generale degli italiani, invocò ardentemente che essi si affratellassero in un solo amore verso la Patria, in un solo lavoro verso la rinascita
A causa di una tubercolosi, Ferdinando Veneziale si spense a Isernia il 16 aprile 1946. A lui è intitolato l'ospedale di Isernia con la seguente motivazione:
nonché amministratore oculato e saggio padre di famiglia»